# Дворец Суан Паккад

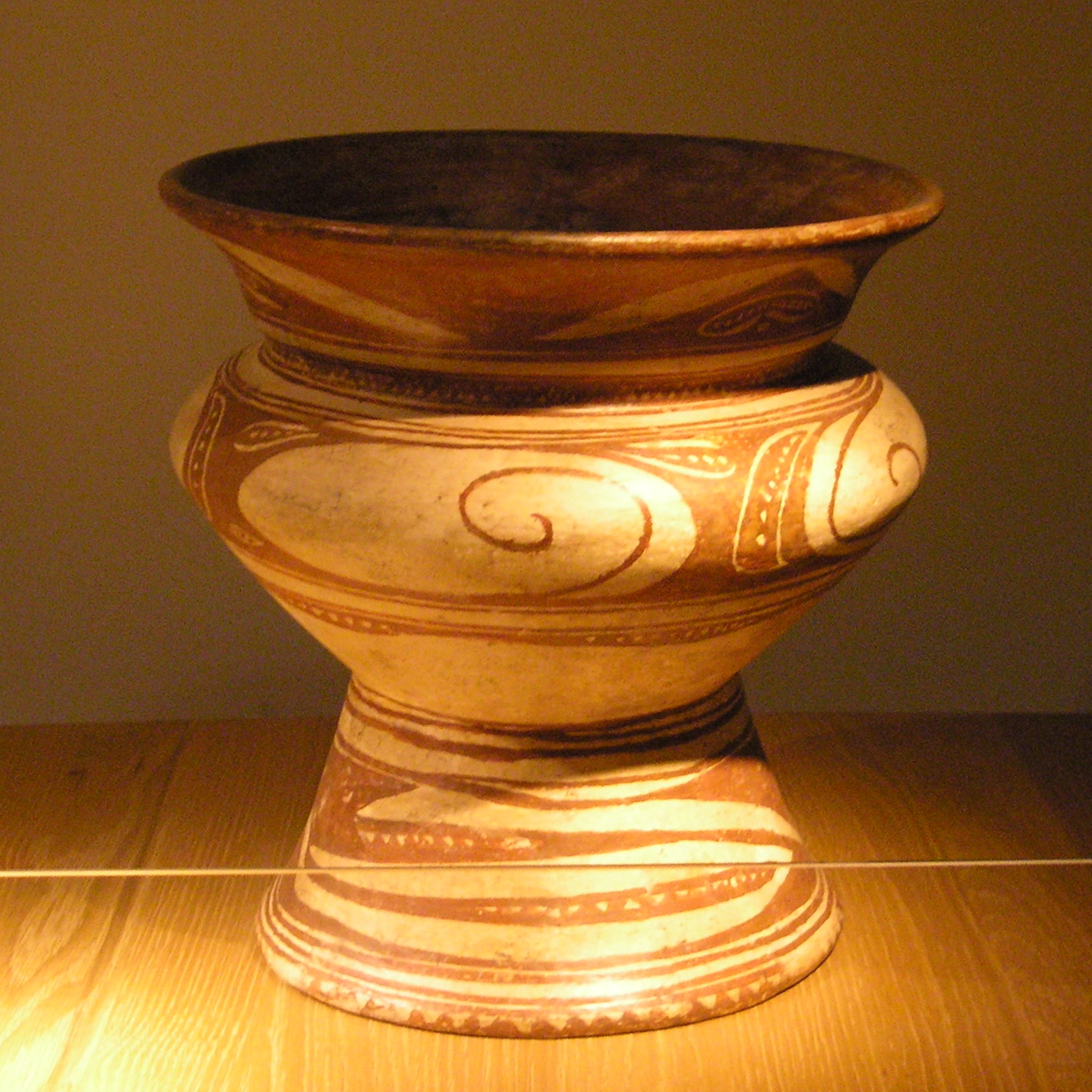
Керамика из Банчианга

Дворец Суан Паккад или Ванг Суан Паккад (тайск. วังสวนผักกาด, дословно: огород-дворец) — музей в Бангкоке, столице Таиланда. Он расположен на улице Шри Аюттхая в районе Ратчатхеви, к югу от монумента Победы.
Это первый музей в Таиланде, владельцы которого, принц Чумпхот и его жена, открыли свою резиденцию для народа, сделав музеем. Он был открыт в 1952 году.
Музей состоит из нескольких зданий, построенных в традиционном тайском стиле. В музее экспонируется принадлежавшая принцу и принцессе коллекция антиквариата. В эту коллекцию входят традиционные росписи на ткани и по дереву, статуи Будды, антикварная мебель, коллекция масок Кхон и даже несколько керамических предметов Банчианга возрастом около 4000 лет.

## Лаковый павильон

### История

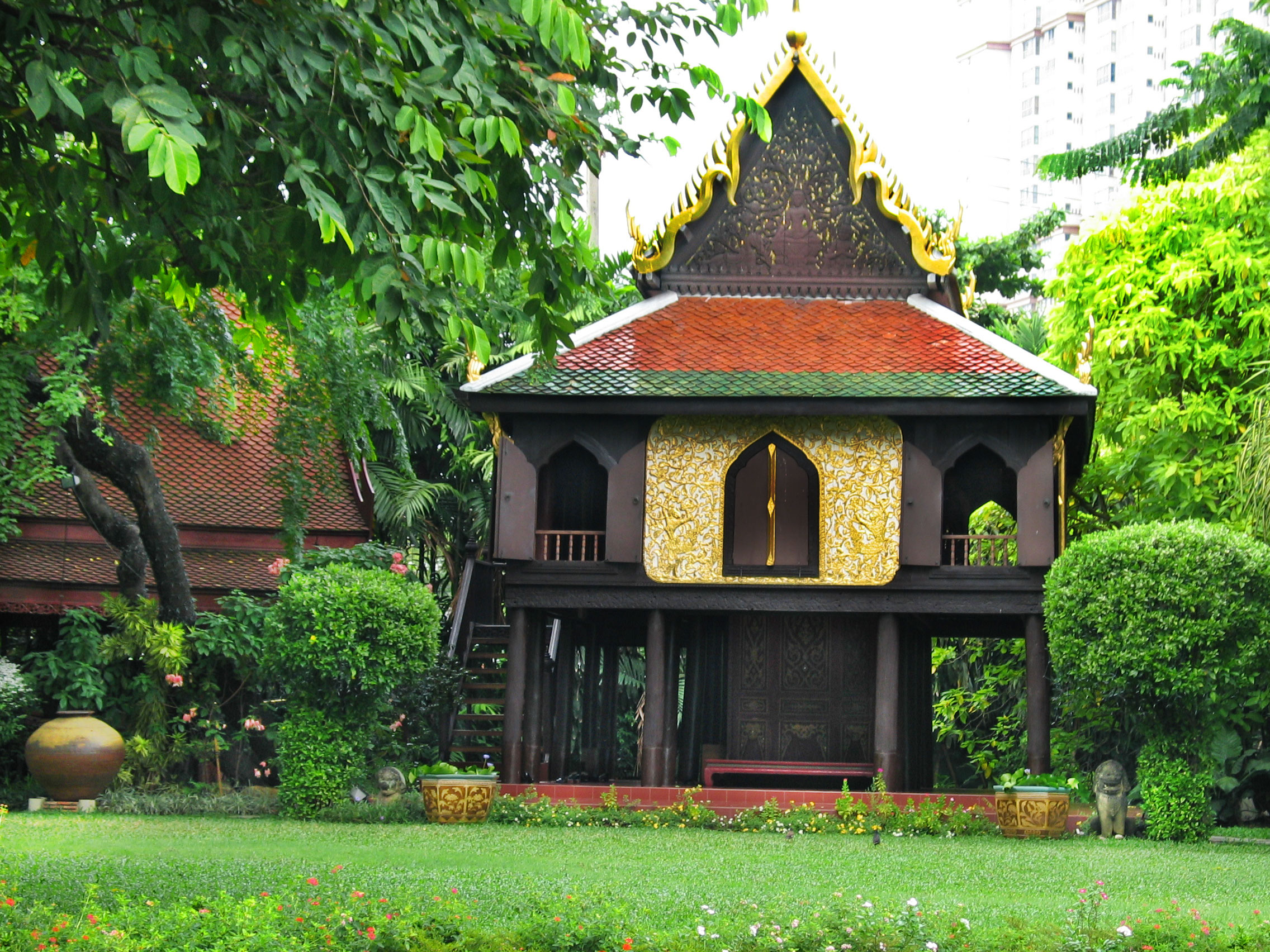
Лаковый павильон музея

Жемчужиной музея является «Лаковый павильон». Это уникальное здание было обнаружено принцем и принцессой в 1958 году. В от время оно находилось в буддистском монастыре Ват Бан Клинг на берегу реки Чаупхрая между городами Аюттхая и Бангпаин. Точный возраст сооружения пока не установлен, однако можно с уверенностью утверждать, что оно изначально было частью королевской резиденции в Аюттхае. Позже оно было разобрано, перемещено в Ват Бан Клинг и собрано вновь. Изначально это были два отдельных здания: в одном из них размещалась библиотека (Хор Трай), а в другом — комната с фресками (Хор Кхиан). Хор Трай представлял собой отдельный зал, окружённый открытой галереей; для защиты от наводнений он был построен на высоких сваях. Хор Кхиан несколько больше по размеру и имел стены только с трёх сторон. В 1940-х годах Хор Кхиан находился на грани разрушения. По этой причине верующие из окрестных деревень разобрали оба здания, по мере возможностей отреставрировали, а затем собрали вновь как единое здание: Хор Трай с залом в центре, окружённый узким коридором.

### Реставрация

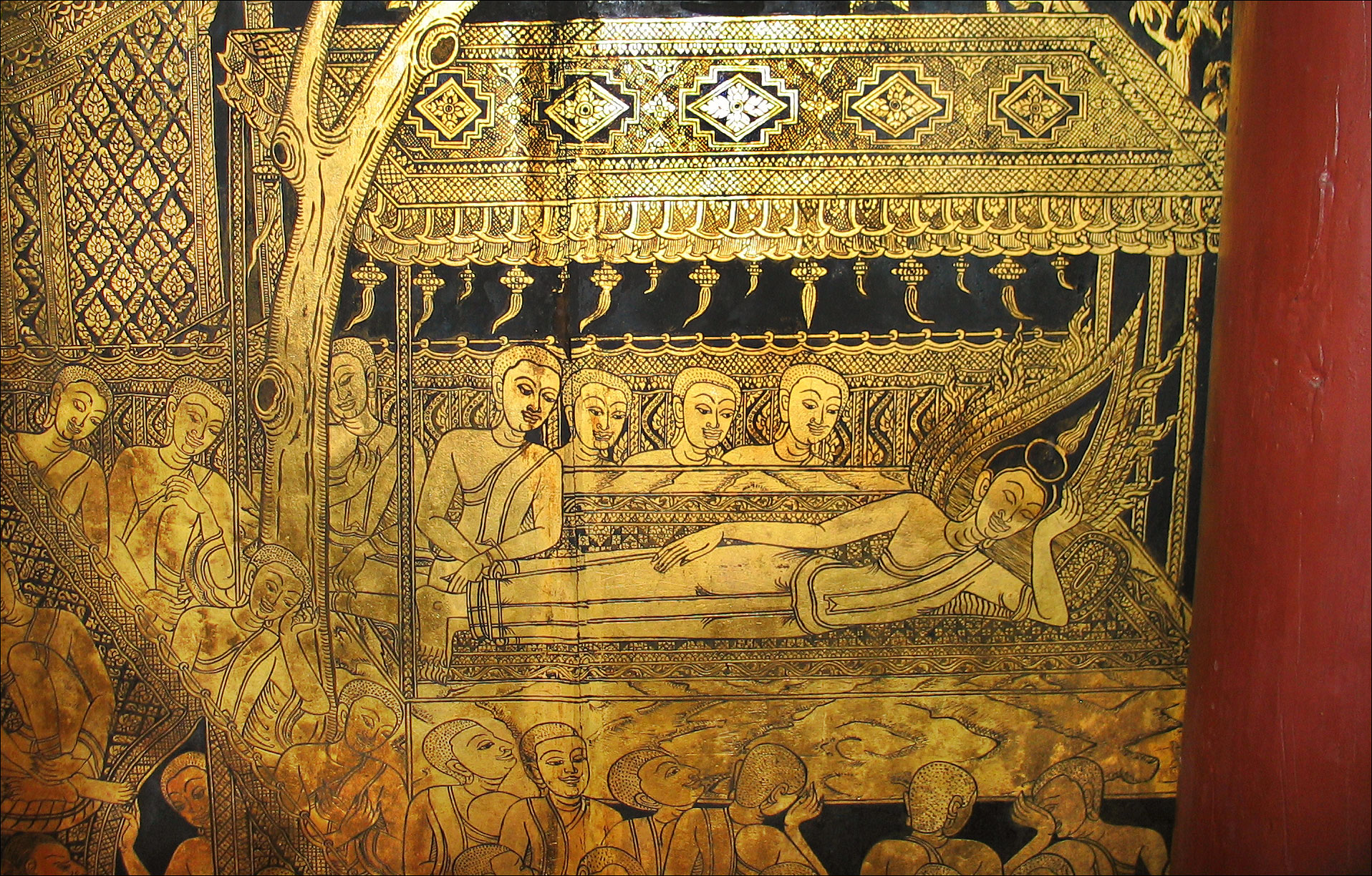
Золотая лаковая роспись в павильоне

Когда принц с принцессой обнаружили это здание, на стенах присутствовали выветренные традиционные тайские росписи чёрным и позолоченным лаком. С разрешения настоятеля монастыря, они переместили павильон в свою резиденцию и тщательно отреставрировали. Взамен для монастыря были построены новый павильон и пристань. Реставрацией росписей Лакового павильона занимались известные художники и ремесленники Саванг Панья-Нгам и Удом Чуванонд. 8 марта 1959 года отреставрированный павильон был торжественно открыт. На церемонии открытия присутствовали прихожане монастыря.

### Датировка
Если судить по деталям росписей, в частности одежде изображённых на ней голландцев, французов и тайских дворян, павильон можно датировать временем короля Нарая. Это предположение подтверждают изображённые на перилах галереи резные фигуры мифических существ, поскольку они были популярны в тот период. Высокое качество проделанных работ может свидетельствовать, что здание строилось для короля.